# イタリア国鉄E.326電気機関車

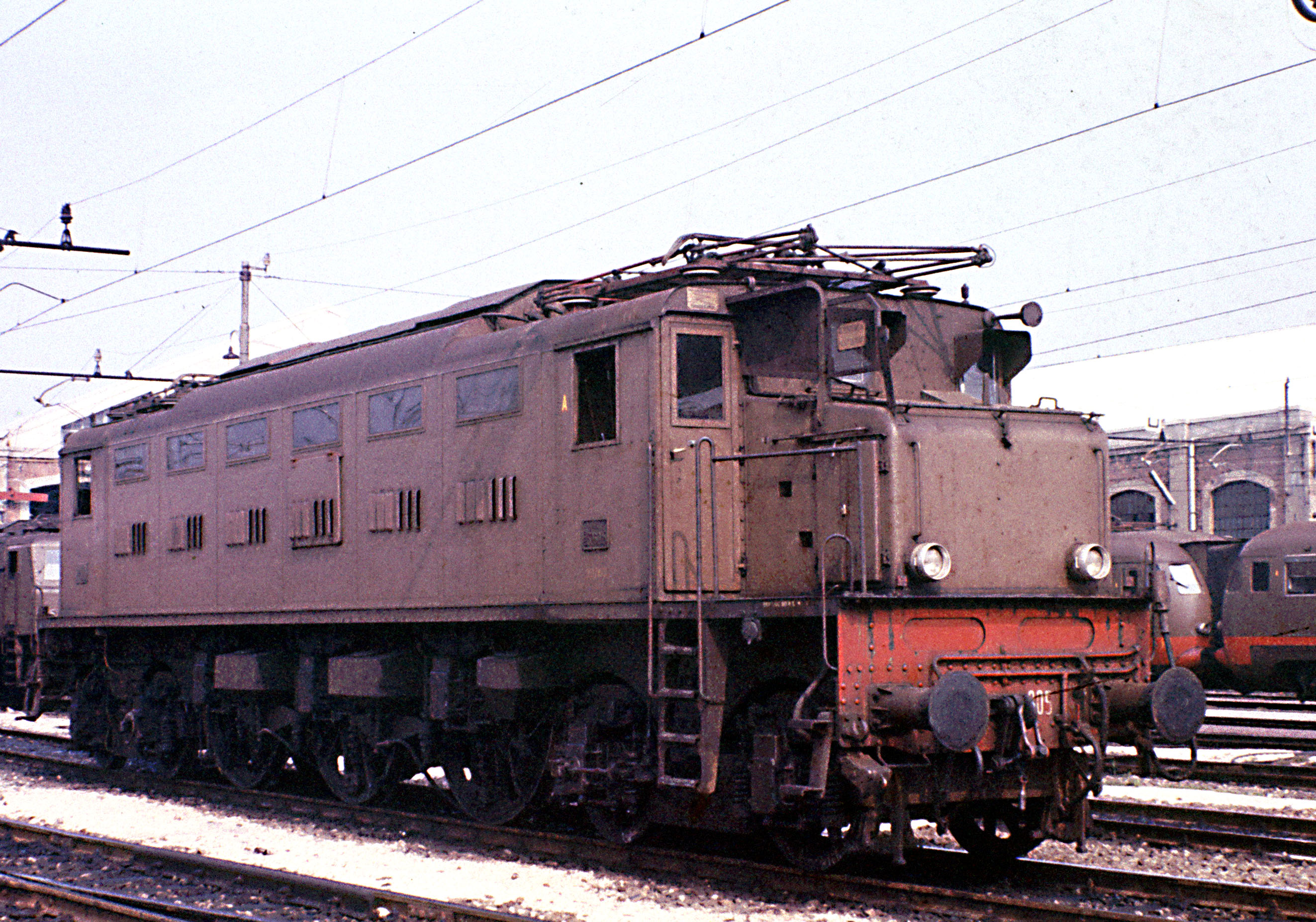
E.326.005号機、ボローニャ中央機関区、1980年頃

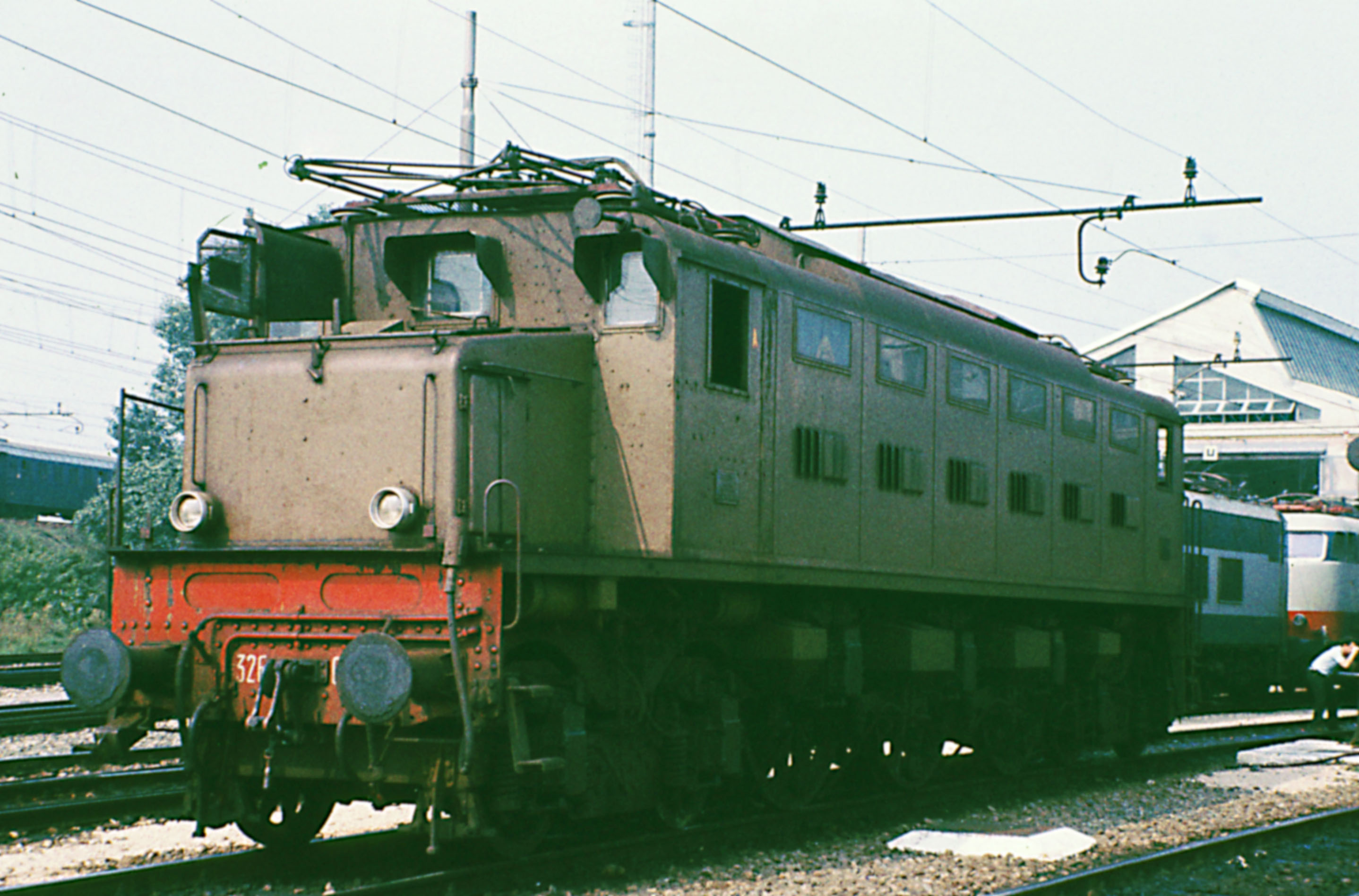
同じくボローニャ中央機関区のE.326.005号機、1980年頃

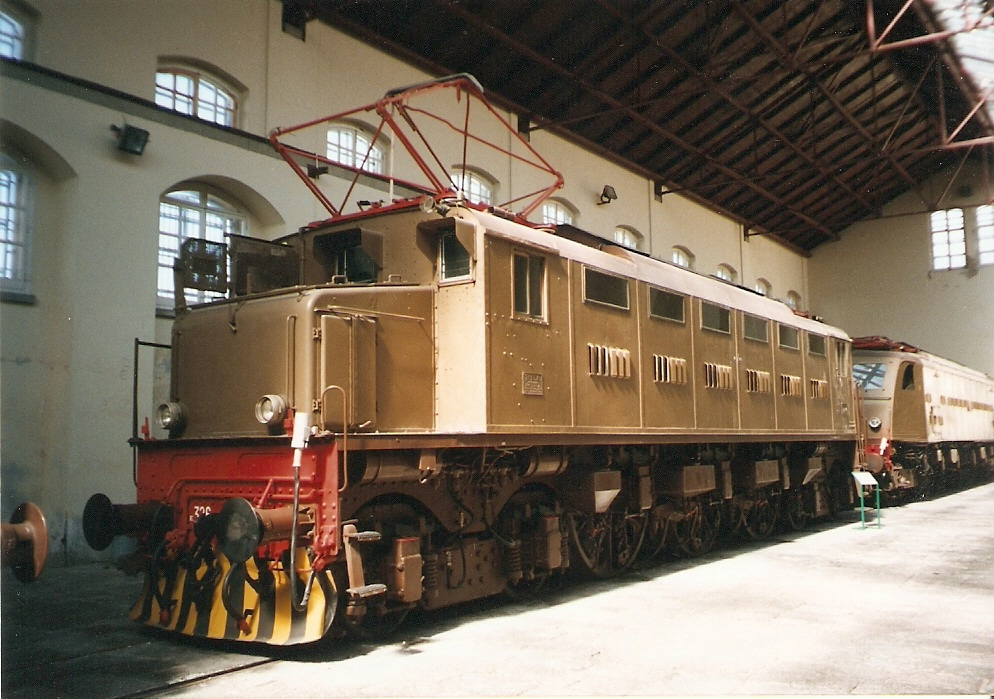
ピエトラルサ国立鉄道博物館に静態保存されるE.326.004号機、1999年

イタリア国鉄E.326電気機関車（いたりあこくてつE326でんききかんしゃ）はイタリアのイタリア国鉄（Ferrovie dello Stato Italiane（FS））で使用されていた本線用電気機関車である。1930年代から1980年代まで運用された。

## 概要
1890年代以降欧州で広まった鉄道の電化において、イタリア王国では北部を中心に三相交流による電化がすすめられており、三相AC3000V 15 Hz（1902年 - 1930年）や三相AC3600V 16 2/3Hz（1912年 - 1976年）が使用されて1930年代半ばまでに約2000kmが三相交流で電化されていた。しかしながら2本の架線を配置する三相交流電化は駅構内等において配線が複雑になるため、1921年には新しい電化方式として、高圧/商用周波数三相交流の10kV 45Hzと並行してアメリカなどで事例のあった直流3000Vでの電化が試用されている。その後、1926年-28年に最初に直流3000Vで電化されたナポリ-フォッジャ線用として1926年にE.625（後にE.626に編入）が発注されて複数の電機品および機械品メーカーによる試作機5種14機が製造され、1927年から試験運行が、1928年から定期運行が開始されている。
この結果を受け、以後は直流3000Vによる電化が進められ、対応する貨物/都市ローカル列車用、高速旅客列車用、重量旅客/高速貨物列車用、軽量旅客列車用の各電気機関車が用意されることとなった。これら一連の電気機関車はE.625/E.626に引続き、近代イタリア鉄道の祖とされる技術者のジュゼッペ・ビアンキにより開発が進められ、それぞれ目的に合致した性能を確保する一方で、メンテナンスの容易化及び費用低減を図るため、設計および部品の共通化が進められることとなった。この開発は2次に渡って実施され、実際の製造に至らなかった1928-29年の第1次設計では、以下のような機種が計画されていた。
- 貨物/都市ローカル列車用：設定なし（E.625およびE.626をそのまま使用）
- 高速旅客列車用：車軸配置2'Co2'
- 重量旅客/高速貨物列用：車軸配置2'Do2'
- 軽量旅客列車用：車軸配置Bo'Bo'

その後さらに具体化された第2次設計が行われ、これにより本項で記述するE.326を含む以下の機種が計画、生産されている。
- 貨物/都市ローカル列車用：E.626量産車（車軸配置Bo'BoBo'、1931年）
- 高速旅客列車用：E.326（車軸配置2'Co2'、1930年）
- 重量旅客/高速貨物列車用：E.428（車軸配置(2'Bo)(Bo2')、1934年）
- 軽量旅客列車用：E.424（車軸配置Bo'Bo'、計画のみ）

E.326はこの計画により1930年に試作機2機、1932-33年に量産機10機の計12機が生産された高速旅客列車用の機体であり、形式名の"3"は動軸数、"2"は台車数、"6"は主電動機数を表している。本形式は、1927-28年に設計され、主電動機の回転数を当時の直流直巻整流子電動機の整流が安定する最大回転数であった1350rpmに抑えながら設計要求最高速度の150km/hを確保するため、イタリアの電気機関車では最大となる2050mmの大径の動輪を有しつつ、曲線性能の確保を図るため、当時の旅客用蒸気機関車を参考に車軸配置を2'Co2'としていることが特徴となっており、また、主電動機にE.428と同一で、E.626とも一部部品が共通のものを採用し、電機品や補機類も共通のものを多く搭載していることも特徴となっている。駆動装置はE.428と同じウエスティングハウス式クイル駆動を採用している。この方式は、レッチュベルクルートでアルプスを越えるベルン-レッチュベルク-シンプロン鉄道が27パーミルで550tを50km/hで牽引できる当時世界最強の電気機関車として1926-31年に導入したBe6/8形201-204号機など、当時の欧州でも各国において実績のあった方式であった。
本形式は1930年に試作機が運行を開始しているが、固定軸距離の長さに起因する軌道への横圧の大きさや、高速走行時の蛇行動などの問題が明らかになり、想定通りの高速性能を発揮できなかった。しかし、本形式の実績も反映して開発が進んでいた重量旅客/高速貨物列車用のE.428が1934年以降導入されて本形式に代わって高速旅客列車の牽引にも使用されるまでの間の電化進展への対応用として、1932-33年に量産機10機が生産されている。
各機体の形式機番と製造年、製造は以下の通りであり、Bredaが担当している。なお、3000V電化当初のE.625試作機はアメリカ、スイス、イギリスのメーカー製の電機品を搭載していたが、本形式は機械部分、電機部分ともにイタリア製となっている。
| シリーズ | 機番          | 製造数 | 製造年    | 製造所 |
| -------- | ------------- | ------ | --------- | ------ |
| 試作機   | E.326.001-002 | 2機    | 1930年    | Breda  |
| 量産機   | E.326.003-012 | 10機   | 1932-33年 | Breda  |

## 仕様

### 車体
- 車体はE.626やE,428をはじめとする当時のイタリア製電気機関車と同系統のデザインの前後端にボンネットを持ち、全体に角ばった形状で各所に型帯が入ったものとなっている。本形式は1928-29年の第1次設計時にはE.626と同様の両先頭部に長いボンネットを持つ車体で計画されていたが、その後の機器配置の検討により、両先頭部には短いボンネットと、その左右に乗降デッキが配置されるものに変更となっている。車体端部の運転室部分は切妻式で、左側の運転台部分と中央部に小型の前面窓が、右側には乗務員室扉が配置されて、試作機では両側隅部が後方への折妻となっているが、量産機では平妻となっている。また、窓および扉上部にはそれぞれ小さな庇が設けられている。
- 正面はボンネット前部左右に丸型の前照灯が設置されている。連結器は台枠端梁取付のねじ式連結器で緩衝器が左右、フック・リングが中央にあるタイプで、フック・リングの左右には形式および機番が記載されており、一部の機体はその下部には大型の排障器を設置していた。また、ボンネット内部には、前部のものには蓄電池と充電装置、主電動機のシャント抵抗が、後部のものには電動空気圧縮機が搭載されている。
- 側面は運転室部分に側面窓があり、機械室部分は試作機は大型の窓と冷却器取入口のグリルが交互に計6か所並び、量産機では小型の採光窓が6箇所と採光窓下に縦長の冷却気取入口が6か所ずつ設けられる配置となっている。屋根上には両端に大形のパンタグラフが、その間は大型のモニター屋根となっている。
- 運転室内の左側端部が運転台となっており、ハンドル式のマスターコントローラーやブレーキハンドル、計器及びスイッチ類が設置されており、反運転台側の車体端部に乗務員室扉が設置され、運転室横の窓は引違窓となっている。
- 塗装は当初は車体をストーングレー[5]と呼ばれる若干茶色味を帯びたグレーとし、屋根および台枠、床下機器、側面窓枠を茶褐色、台枠端梁および集電装置を赤としたものとなっていた。その後1936年以降、車体色がストーングレーからイザベラと呼ばれる赤茶色に順次変更されているほか、側面窓枠は1960年代以降茶褐色からイザベラに変更されている。なお、試作機に関しては、製造当初はさらに古い、蒸気機関車の塗装をベースとした、車体を黒、床下および集電装置を赤としたものであったとされている。

### 走行機器
- 制御方式は抵抗制御で、2台1組となった6台の主抵抗器を直列・並列・並列接続および弱界磁制御するものとなっている。
- 主電動機はE.428に搭載されているものと同一で定格出力350kWの42-200FS直流直巻整流子電動機を各動軸に2台ずつの計6台搭載し、機関車全体として連続定格1760kW、1時間定格出力1950kWの性能を発揮する。冷却はファンによる強制通風式である。
- 台枠は厚板鋼板で構成される板台枠で、車体中央側には軸距2500mmで車輪径2050mmの動軸3軸を、車端側に軸距2200mm、車輪径1110mmの2軸先台車を設置して車軸配置を2'Co2'としている。
- 動軸の軸箱支持方式は摺板案内式、軸ばね、枕ばねは重ね板ばねで、台車前後の軸ばねはイコライザで接続され、車体荷重は心皿と重ね板ばね式の側受で支持する方式である。また、車軸の軸受はメタルを使用したすべり軸受式で、各動輪に砂箱と砂撒き装置が設置されていた。また、動軸からクランクとロッドで駆動される補助空気圧縮機が設置されていた。
- 主電動機は2台1組で台車枠に装荷されてクイル式の一種であるウエスティングハウス式クイル駆動で動輪に伝達される方式となっている。この方式は主電動機から1段減速で動輪と同軸に設置された中空軸に動力を伝達し、この中空軸の両端に設けられた腕（スパイダ）から継手で結合された動輪のスポークを駆動する方式である。本機の駆動装置はE.326.002号機は継手をウエスティングハウスオリジナルのコイルばねを用いたもの、E.326.001号機は走行時の騒音低減のためにビアンキ式と呼ばれる板ばねを用いたものとなっており、量産機では板ばねを用いたものが採用されている。減速比は1次車では4.08であったが、2次車からは速度性能と牽引力のバランスの修正や、高速運転時の駆動装置および主電動機の負荷軽減のため減速比を3.55に変更している。
- 先台車はE.428と同一のAp1100と呼ばれる板台枠方式のもので、軸箱支持方式は軸箱守式、軸ばねは重ね板ばねである。
- ブレーキ装置は主制御装置による発電ブレーキ、空気ブレーキ、手ブレーキが装備されている。
- そのほか、パンタグラフは試作機はE.626にも搭載された大型の菱枠式で空気上昇式の22 FSを2台搭載していたが、量産機は当初からE.428にも搭載された32 FSを搭載している。また、補機類は主電動機送風機、電動空気圧縮機2台などを搭載している。

### 改造
- 試作機の車体は量産機と同じものに改造されているほか、集電装置も32 FSに交換されている。なお、ボンネット前面の前照灯が若干高い位置に設置されたままとなっていることが識別点となっている。
- 1937年から、乗務員室扉横のボンネット上部に乗務員のパンタグラフへの接触による感電防止のためのフェンスが設けられている。
- 1960-61年に主回路保護装置がCGE製の新しいものに変更となっている。また、動輪からクランクで駆動していた補助空気圧縮機は1960年代半ばまでに撤去されている。

### 主要諸元
| 機番         | 機番         | 001-002                                                                | 003-012                                                                |
| 軌間         | 軌間         | 1435mm                                                                 | 1435mm                                                                 |
| 電化方式     | 電化方式     | DC3000V                                                                | DC3000V                                                                |
| 車軸配置     | 車軸配置     | 2'Co2'                                                                 | 2'Co2'                                                                 |
| 全長         | 全長         | 16300mm                                                                | 16400mm                                                                |
| 屋根高       | 屋根高       | 3800mm                                                                 | 3800mm                                                                 |
| 軸距         | 軸距         | 2200+1900+2500+2500+1900+2200=13200mm                                  | 2200+1900+2500+2500+1900+2200=13200mm                                  |
| 動輪径       | 動輪径       | 2050mm                                                                 | 2050mm                                                                 |
| 先輪径       | 先輪径       | 1110mm                                                                 | 1110mm                                                                 |
| 自重         | 自重         | 114.4t                                                                 | 114.4t                                                                 |
| 粘着重量     | 粘着重量     | 60.6t                                                                  | 60.6t                                                                  |
| 軸重         | 軸重         | 20.2t                                                                  | 20.2t                                                                  |
| 走行装置     | 主制御装置   | 抵抗制御（直並列制御、弱界磁制御併用）                                 | 抵抗制御（直並列制御、弱界磁制御併用）                                 |
| 走行装置     | 主電動機     | 42-200 FS 直流直巻整流子電動機×2台×3組 定格出力350kW（端子電圧1500V）  | 42-200 FS 直流直巻整流子電動機×2台×3組 定格出力350kW（端子電圧1500V）  |
| 走行装置     | 駆動装置     | ウエスチングハウス式クイル式駆動装置                                   | ウエスチングハウス式クイル式駆動装置                                   |
| 走行装置     | 減速比       | 26:106=4.08                                                            | 29:103=3.55                                                            |
| 1時間定格    | 出力         | 1950kW                                                                 | 1950kW                                                                 |
| 1時間定格    | 牽引力       | kN                                                                     | 92.7kN                                                                 |
| 1時間定格    | 速度         | km/h                                                                   | 75km/h                                                                 |
| 連続定格     | 出力         | 1760kW                                                                 | 1760kW                                                                 |
| 連続定格     | 牽引力       | kN                                                                     | 80kN                                                                   |
| 連続定格     | 速度         | km/h                                                                   | 79km/h                                                                 |
| 最大牽引力   | 最大牽引力   | kN                                                                     | 155kN                                                                  |
| 最高速度     | 最高速度     | 130km/h（製造時・計画値）、105km/h（1936年以降）、90km/h（1963年以降） | 130km/h（製造時・計画値）、105km/h（1936年以降）、90km/h（1963年以降） |
| ブレーキ装置 | ブレーキ装置 | 空気ブレーキ、発電ブレーキ、手ブレーキ                                 | 空気ブレーキ、発電ブレーキ、手ブレーキ                                 |
| 1.           |              |                                                                        |                                                                        |

## 運行・廃車
- 1931年に導入された試作機はベネヴェント - フォッジア間やベネヴェント - ナポリ間で試運転を行っており、この新運転を通じて前述の様々な問題が明らかになっている。その後量産機も含めフィレンツェとボローニャの機関区に配置され、1934年4月22日に電化開業したフィレンツェ - ボローニャ間のディレッティシマでは一番列車を重連で牽引しているほか、1936年に電化完了したフィレンツェ - ナポリ間でも長距離高速客車列車を牽引する運行で使用されていたが、両運用ともに最高速度は当初130km/hであった最高速度は120km/hに制限されていた。
- その後より高出力で軌道への影響が少ないE.428の試作機が1934年から、量産機が1937年から運用されるようになると、本形式はローマ - ナポリ間の運用に転用され、最高速度も120km/hから105km/hに変更されている。なお、当時の最速列車は1936年から製造された最高速度160km/hのETR.200電車で運行されていた。
- 第二次世界大戦により、全機が稼働不能となったが、E.326.006号機がボローニャ機関区で、その他の機体がフォリーニョ機関区で1949年までに復旧され、また、その後電機品がE.626第4シリーズと同等のものに交換されている。
- 1960年代始めには最高速度がさらに低い90km/hに制限されるようになり、1960年代後半にはボローニャ中央機関区に配置され、ピアチェンツァ、リミニ、ヴェローナ、パドヴァ、ヴェネツィアへのローカル列車の牽引に使用されるようになった。
- 1979年より大規模な検査を行わず順次廃車することになり、1982年にかけて全機が廃車となっている。なお、本形式はイタリア国鉄の直流3000V用の電気機関車では最初に前者廃車となった形式となっているが、E.326.004号機がピエトラルサ国立鉄道博物館で静態保存されている。